# Apeles
Apeles fue uno de los más queridos y afamados pintores de la Edad Antigua.
Nació en Colofón, en el año 352 a. C. y falleció en Cos el 308 a. C.

## Biografía
Basándose en los escritos de Ovidio y de Plinio el Viejo, se pensó que habría nacido en Cos el año 352 a. C., aunque según Estrabón era de Éfeso y, según la Suda, habría nacido en Colofón. Fue discípulo del artista Pánfilo de Anfípolis en Sición. Apeles fue el pintor elegido por Alejandro Magno para perpetuar su imagen. Alejandro era consciente del poder de propaganda que puede tener el arte y supo muy bien controlar la reproducción de su efigie, cuya realización sólo autorizó a tres artistas: un escultor, un orfebre y un pintor. Los biógrafos de Alejandro cuentan que este tenía en gran aprecio al pintor, que visitaba con frecuencia su taller y se sometía a sus exigencias.

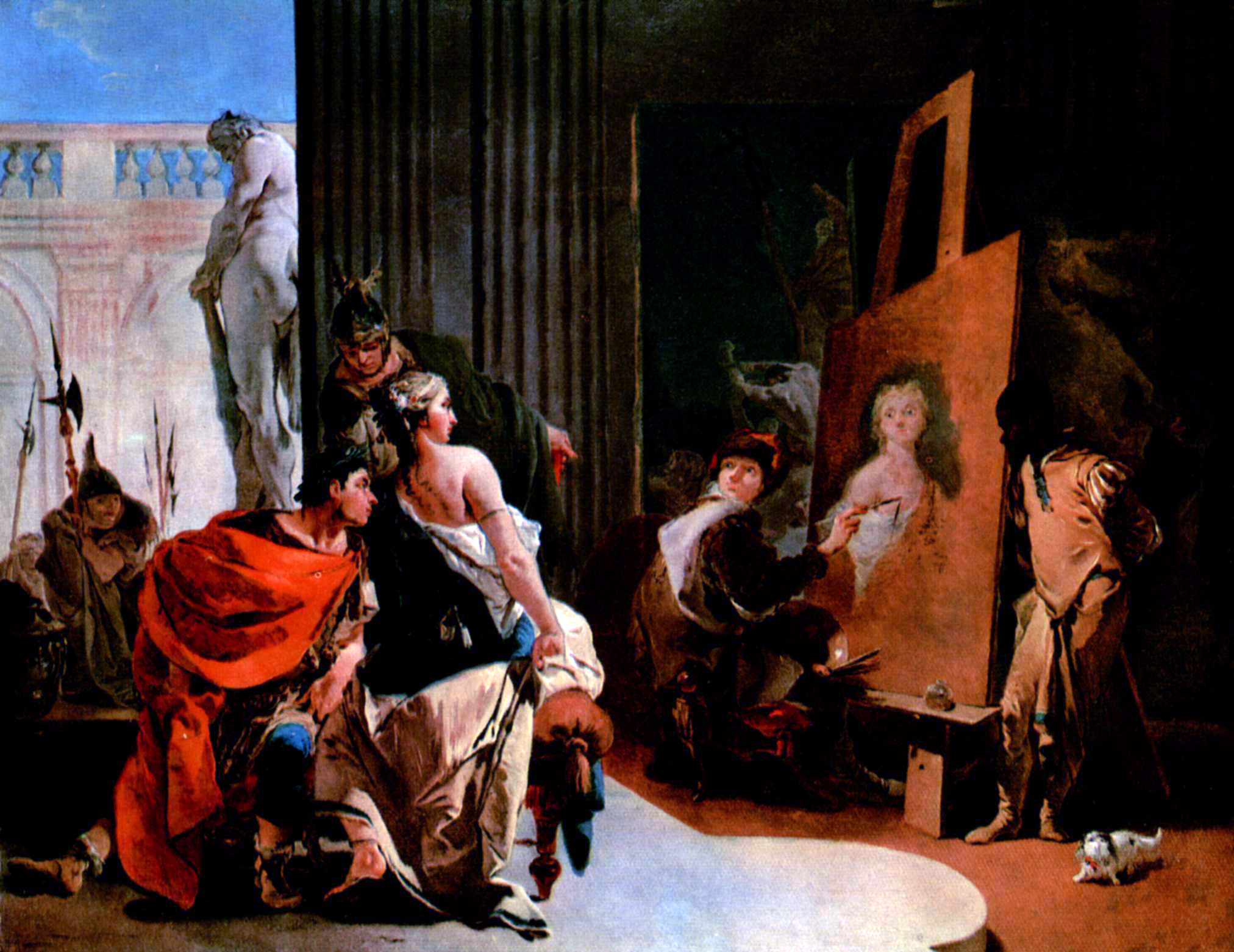
Alejandro el Grande visita a Apeles mientras está pintando a Campaspe. Cuadro de Giambattista Tiepolo.

Las fuentes antiguas recogen varias leyendas en torno a este pintor. Plinio el Viejo dice que Alejandro, al ver un retrato de su concubina preferida, Campaspe, comprendió que Apeles estaba enamorado. En lugar de enfadarse, dado el carácter impetuoso de Alejandro, el rey ofreció su compañera al pintor. Alejandro, que se consideraba como un dios, estimaba tanto a Apeles y su arte que soportó varios comentarios fastidiosos por parte de este último. Se dice que Apeles, por ejemplo, hizo comprender a Alejandro que hablaba de pintura sin conocimiento y le dijo que hacía reír hasta a los ayudantes que preparaban sus colores. Esta escena fue representada en un grabado por el pintor barroco italiano Salvator Rosa.

## Obras

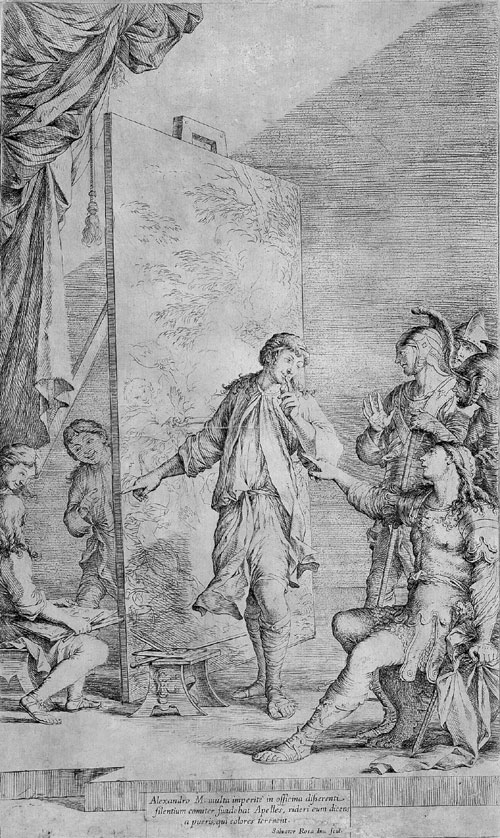
Apeles hace callar a Alejandro Magno, grabado de Salvator Rosa (h. 1661).

Perdidas, sus obras no se conocen más que por descripciones literarias. No obstante, aunque no haya sobrevivido de Apeles ni una de sus obras, se conoce perfectamente su producción, estilo y técnica a través de referencias literarias con descripciones magistrales que sirvieron como estudio e inspiración a los artistas del Renacimiento. Estas obras perdidas incluían retratos de Filipo II de Macedonia, de su hijo Alejandro Magno, de los generales de Alejandro, obras con temas mitológicos, alegorías como las de Afrodita (Venus Anadiomena) y sobre la ignorancia, la sospecha, la envidia, etc. Otras obras atribuidas son Artemisa con un coro de vírgenes y Triunfo de Alejandro.
Su obra más famosa es, sin duda, La calumnia, gracias a la descripción de Luciano de Samósata, que influiría a lo largo de los siglos en otros artistas, como Botticelli (La calumnia de Apeles) y Alberto Durero que intentaron, cada uno a su modo, volver a pintar esta alegoría a partir de esa descripción. Llegó a surgir una historia apócrifa según la cual La calumnia se basaría en una vivencia del propio Apeles, que habría sido acusado por un pintor rival, Antífilos, de promover una revuelta en la ciudad de Tiro contra Ptolomeo IV Filopator, probándose su inocencia justo antes de ser ejecutado. Sin embargo, esta versión autobiográfica no puede ser cierta, ya que Apeles había muerto casi un siglo antes de la mencionada revuelta.

## Estilo
De Apeles se decía en su tiempo que tenía el don de la gracia (χάρις), lo mismo que se dijo siglos después de Rafael de Urbino, el pintor italiano del Cinquecento. Sus cuadros tenían un brillo especial que conseguía mediante el atramentum, que era una capa de barniz negro que diseminaba sobre ellos.

## Mito
Se cuenta de Apeles que era bastante receptivo y abierto a la crítica constructiva. Según recoge Plinio el Viejo, en una ocasión un zapatero se dio cuenta de un error cometido por el pintor en los zapatos de una figura de un cuadro y lo criticó. Apeles corrigió el error de inmediato. Envanecido el zapatero, hizo otra observación sobre las piernas, a lo que el artista contestó: «Ne supra crepidam sutor iudicaret», es decir «El zapatero no debe juzgar más arriba de las sandalias», frase que ha quedado reducida al dicho español: «Zapatero, a tus zapatos».